# Діонісій Каєтанович
Діонісій Каєтанович (пол. Dionizy Kajetanowicz, вірм. Դիոնիսի Կաետանովիչ; 8 квітня 1878, с. Тишківці, нині Городенківського району — 18 листопада 1954, концтабір Абезь) — галицький вірменський релігійний діяч, священик латинського та вірменського обрядів, капітульний вікарій, останній адміністратор Львівської архиєпархії Вірменської католицької церкви. Загинув у радянському концтаборі.

## Біографія
Народився 8 квітня 1878 року в сім'ї Каєтана Каєтановича і Марії з дому Заячківських у Тишківцях (нині Коломийського району Івано-Франківської області України, тоді Королівство Галичини та Володимирії).
У 1896 році вступив до ордена францисканців, узявши монаше ім'я Роман. Рукоположений на священика в 1903 році латинським архієпископом Львова Юзефом Більчевським (нині святий РКЦ).
У 1938 році помер львівський архієпископ вірменського обряду Йосиф Теофіл Теодорович. Нового призначити до початку ІІ світової війни не встигли, Діонісій Каетанович став адміністратором архієпископства. Протягом 1939 — 1945 років церква значно ослабла, кількість духовенства зменшилася вдвоє.
13 квітня 1943 року заарештований гестапо за переховування євреїв.
Діонісій Каєтанович заарештований радянськими каральними органами 4 травня 1945 року. 8-9 березня 1946 р. Військовим трибуналом Львівського військового округу був засуджений до 10 років каторги. Отруєний 18 листопада 1954 на засланні (табір біля селища Абезь у сучасній Республіка Комі, Росія). Посмертно реабілітований 10 серпня 1994 року.
Разом з о. Діонісієм Каетановічем були засуджені вірменські священики о. Казимир Ромашкан, о. Віктор Квапінський, єпархіальні співробітники — секретар львівської вірменської національно-релігійної громади Станіслав Донігевич, Гоаріне Бабаєва, Сергій Назарян, Вагаршак Григорян та інші. Величезне церковне майно Львівської вірмено-католицької архидієцезії, включаючи церковні споруди в містах Львів, Івано-Франківськ, Тисмениця, Лисець, Снятин, Бережани, Городенка, Чернівці, Кути, Язловець та інших було націоналізоване. При цьому значна частина етнічного вірменського населення була насильно виселена до Польщі. Ліквідація Вірменської католицької архидієцезії Львова здійснювалася співробітниками львівського НКДБ, з особистого відома першого секретаря ЦК КП (б) України М. С. Хрущова.